# راشد عبد الله النعيمي
راشد عبد الله النعيمي (1937-)، سياسي إماراتي، شغل منصب وزير خارجية دولة الإمارات من 1980-2006.

## حياته
وُلد في إمارة عجمان في دولة الإمارات العربية المتحدة عام 1937 ونشأ فيها. حصل النعيمي على شهادة الثانوية من دولة قطر، أكمل دراسته الجامعية وحصل على بكالوريوس في هندسة البترول من جامعة القاهرة عام 1967 بالإضافة إلى دراسات في اقتصادات البترول.

## مسيرته المهنية
شغل النعيمي منصب وزير الخارجية لدولة الإمارات العربية المتحدة خلال الفترة 1980-2006. وكان قد كلف بالقيام بأعمال وكيل وزارة الخارجية عام 1976. تقُلد قبل ذلك العديد من المناصب في وزارة الخارجية منها: مدير الإدارة العامة لشؤون السياسة في الوزارة عام 1975، وكان قد عُيِّن سفيراً عام 1974، وشغل منصب وكيل وزارة الإعلام والسياحة عام 1972، وشغل قبلها مدير دائرة الإعلام والسياحة في إمارة أبوظبي عام 1970.
عمل في عدد من الوظائف والمناصب في دائرة شؤون النفط والصناعة بإمارة أبوظبي، بدأها بشغل منصب نائب مدير شؤون النفط، وأنهاها بتسلم منصب مدير إدارة البترول في تلك الدائرة عام 1970.
يعد النعيمي رائد الحركة الروائية في الإمارات فهو صاحب أول رواية إماراتية بعنوان «رواية شاهندة» التي صدرت في العام 1971، كما له اهتمامات ثقافية وأدبية متنوعة، وكتب للصحافة في فترات متقطعة.
في عام 2014، حصل على جائزة "أوائل الإمارات" من الشيخ محمد بن راشد آل مكتوم تقديراً لكونه أول روائي إماراتي

## وصلات خارجية
البيان: راشد عبد الله النعيمي .. رائد الرواية والدبلوماسية وشاهد سياسي